# Open Media Framework Interchange
Open Media Framework (OMF) oder Open Media Framework Interchange (OMFI) ist ein plattformunabhängiges Dateiformat und für den Austausch von digitalen Medien zwischen verschiedenen Softwareanwendungen vorgesehen. Es wird von Programmen wie Final Cut Pro, Adobe Premiere, Sonar, Nuendo, Cubase oder Logic Pro verwendet. Systeme von Avid, wie Pro Tools, speichern hauptsächlich Videos im OMFI-Format sowie Audio in AIFF; das Format wird jedoch allmählich durch MXF abgelöst.